# Chăn thả

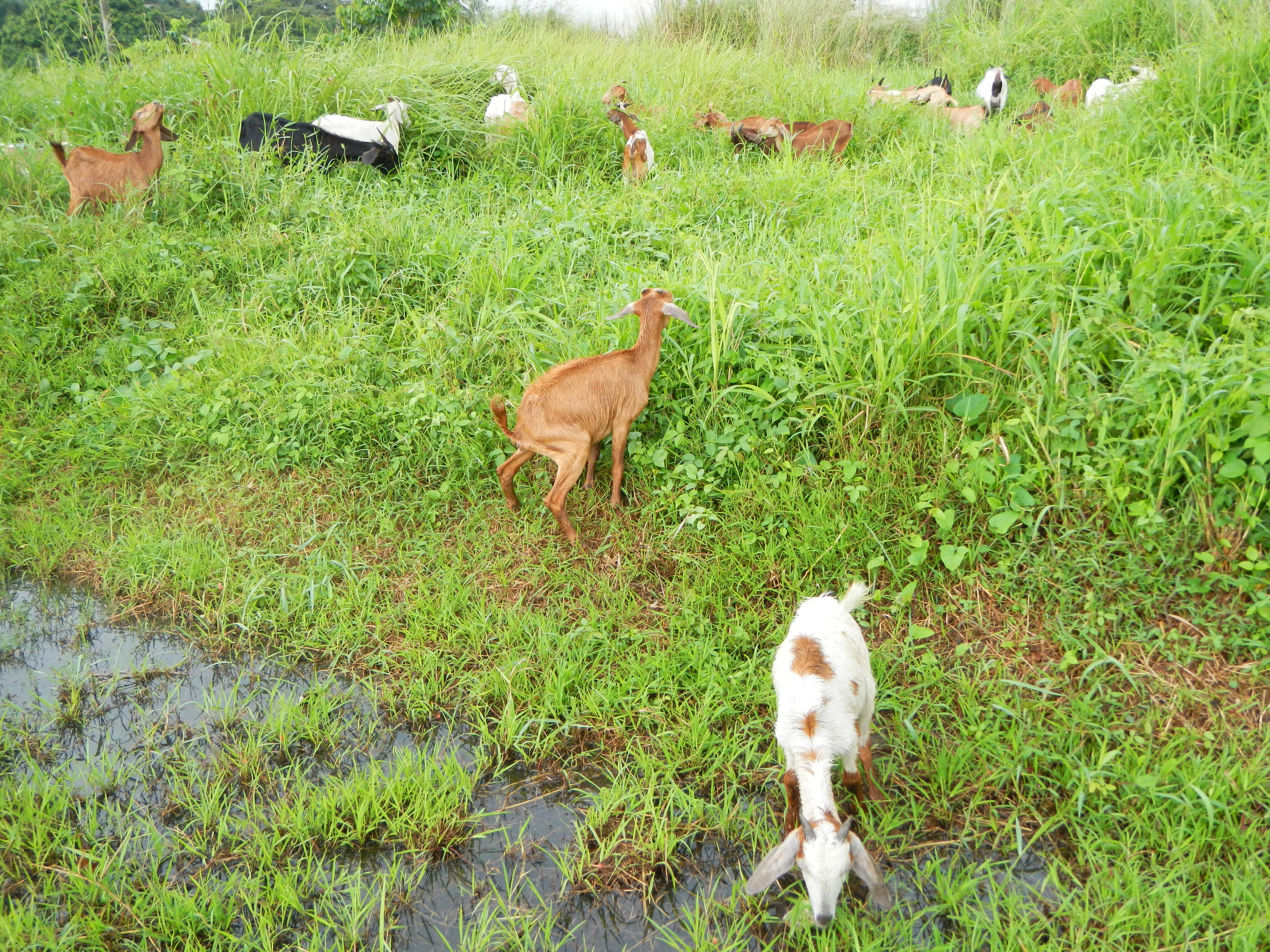
Chăn thả dê

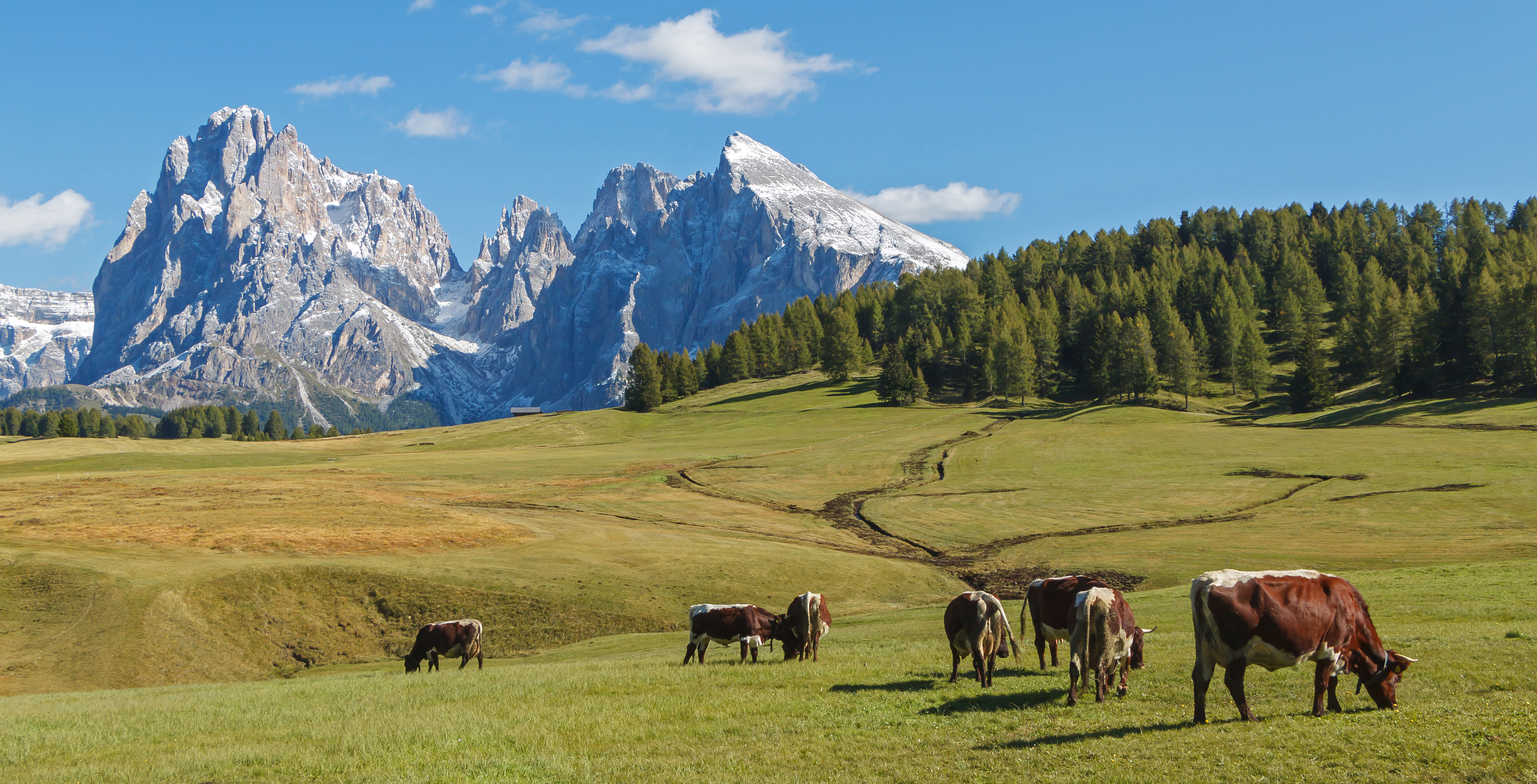
Bò nhà nuôi thả ở vùng lãnh nguyên núi cao Dolomites, Nam Tirol, Ý.

Trong nông nghiệp, chăn thả (Grazing) là một phương thức chăn nuôi, theo đó vật nuôi (thường là các loài mục súc-vật nuôi trên đồng) được thả cho ăn các loại cỏ, lá, thực vật hoang dã ngoài trời trên những đồng cỏ chăn thả gia súc để từ đó chúng sẽ chuyển hóa cỏ, thảm thực vật và các loại thức ăn gia súc khác thành thịt, sữa, len và các sản phẩm động vật khác, chăn thả thường là hoạt động diễn ra trên đất không thích hợp cho canh tác, trồng trọt, thảm đất mỏng, cỏ dại mọc um tùm, không trồng được cây nông nghiệp.
Các tác động sinh thái của chăn thả có thể mang yếu tố tích cực và bao gồm việc phân phối lại các chất dinh dưỡng, giữ cho đồng cỏ luôn thông thoáng hoặc tạo ưu thế trội cho một loài cụ thể hơn loài khác trong thảm thực vật và sinh cảnh. Cũng có thể có những tác động tiêu cực đến môi trường khi chăn thả quá mức, chẳng hạn như suy thoái đất, đất trơ trọi, xáo trộn sinh thái và sa mạc hóa, hoang hóa. Chăn thả là một hình thức chăn nuôi phổ biến của người du mục theo lối du canh, du cư, việc chăn thả thường diễn ra trên những cánh đồng lớn, đồng cỏ bát ngát hoặc trang trại rộng lớn.

## Các loại hình
Nông dân, người chăn thả hay mục đồng có thể sử dụng nhiều chiến lược chăn thả khác nhau để có sản lượng tối ưu: chăn thả có thể liên tục, theo mùa hoặc chăn thả luân canh trong một thời kỳ chăn thả. Chăn thả luân canh dài hơn được tìm thấy trong canh tác chuyển đổi, xen kẽ các loại cây trồng làm thức ăn gia súc và cây thức ăn gia súc. Chăn nuôi chuyển đổi còn được gọi là chăn nuôi xen kẽ hoặc chăn nuôi theo phương thức chăn thả là một phương pháp canh tác theo đó các dải đất canh tác tạm thời được chuyển đổi thành đồng cỏ, được gọi là bãi đất trống. Chúng vẫn nằm dưới cỏ tới 10 năm trước khi bị cày xới trở lại, trong khi một số cuối cùng trở thành bãi cỏ vĩnh viễn. Đây là một quy trình được sử dụng trong suốt thế kỷ 16 đến thế kỷ 19, theo đó tỷ lệ đất cao hơn được sử dụng để hỗ trợ số lượng gia súc ngày càng tăng ở nhiều vùng của Anh. Việc áp dụng loài hình này là một thành phần quan trọng của Cách mạng Nông nghiệp Anh.
Trong kiểu chăn thả luân canh nghỉ ngơi, luân canh hoãn lại và chăn thả theo đám đông, giúp cỏ có thời gian phục hồi lâu hơn hoặc để đất hoang hóa. Chăn thả bảo tồn là việc cố tình sử dụng động vật ăn cỏ để cải thiện tính đa dạng sinh học của một khu vực. Chăn thả đã có từ khi nông nghiệp ra đời trong đó, cừu và dê đã được thuần hóa bởi những người du mục trước khi những khu định cư lâu dài đầu tiên được tạo ra vào khoảng năm 7000 trước Công nguyên đã thực hiện việc nuôi gia súc và lợn. Chăn thả mục vụ hay còn gọi là chăn nuôi gia súc là hoạt động nông nghiệp nhằm mục đích chăn muôi gia súc chứ không phải trồng trọt, ví dụ như chăn nuôi bò sữa, chăn nuôi bò thịt và chăn nuôi cừu lấy lông cừu. Ngược lại, canh tác tập trung vào cây trồng hơn là chăn nuôi.

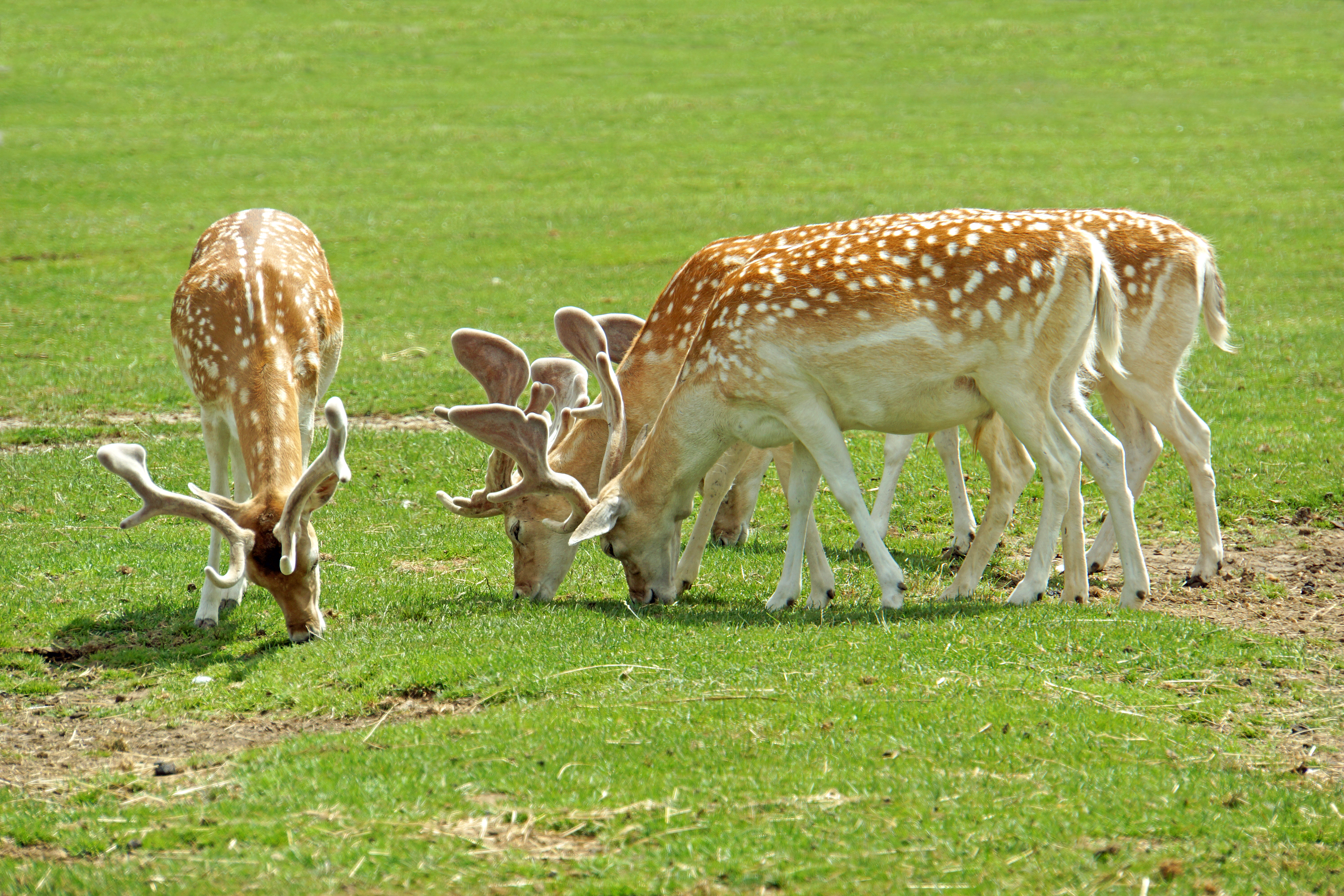
Chăn thả hươu

Chăn nuôi mục vụ (Pastoral farming) là một hình thức mục vụ phi du mục, trong đó người chăn nuôi có một số hình thức sở hữu đối với đất đai được sử dụng, giúp người nông dân có thêm động lực kinh tế để cải tạo đất. Không giống như các hệ thống mục vụ khác, nông dân mục vụ ít vận động và không thay đổi địa điểm để tìm kiếm các nguồn tài nguyên tươi. Thay vào đó, những người nông dân chăn nuôi điều chỉnh đồng cỏ của họ để phù hợp với nhu cầu của vật nuôi. Các cải tiến bao gồm hệ thống thoát nước (ở vùng ẩm ướt), bể chứa (ở vùng khô), tưới và gieo cỏ ba lá. Chăn thả mục vụ phổ biến ở Argentina, Australia, Brazil, Anh, Ireland, New Zealand, và miền Tây Hoa Kỳ và Canada, cùng những nơi khác. Có nhiều yếu tố được tính đến để quyết định loại hình canh tác nào nên diễn ra trên một khu vực đất nhất định bao gồm địa hình, độ cao, độ phơi sáng và lượng mưa. Đất đóng một vai trò lớn trong việc xác định đất sẽ được sử dụng như thế nào.